# نيك باكر
نيك باكر (بالهولندية: Nick Bakker)‏ (21 يوليو 1992 خرونينغن هولندا - ) هو لاعب كرة قدم هولندي يلعب كمدافع.

## روابط خارجية
- نيك باكر على موقع قاعدة بيانات كرة القدم.إي يو (الإنجليزية)
- نيك باكر على موقع Soccerway.com (الإنجليزية)
- نيك باكر على موقع عالم كرة القدم.نت (الإنجليزية)
- نيك باكر على موقع AS.com (الإسبانية)